# Португеса (Венесуела)
Португеса (ісп. Portuguesa) — штат на північному заході Венесуели.
Площа — 15 200 км². Населення — 873 400 чоловік (2007). Адміністративний центр — місто Гуанаре.
1. ↑  http://portuguesa.gob.ve/